# البایرات
البایرات (به ایتالیایی: Albairate) یک سکونتگاه مسکونی در ایتالیا است که در استان میلان واقع شده‌است.

## خصوصیات
البایرات ۱۵٫۰ کیلومترمربع مساحت و ۴٬۳۶۰ نفر جمعیت دارد و ۱۲۴ متر بالاتر از سطح دریا واقع شده‌است.